# Ellen Gertrude Cohen
Ellen Gertrude Cohen (Londres, 25 de agosto de 1860 - Roma, 4 de mayo de 1946) fue una pintora e ilustradora británica.

## Trayectoria
Cohen nació en 1860. Asistió a la Slade School of Fine Art y a la Royal Academy of Arts de Londres. También estudió en París con los pintores franceses Jean-Joseph Benjamin-Constant y Jean-Paul Laurens.
Expuso su trabajo en la Royal Academy, el Royal Institute of Painters in Water and Oil Colors y en el Salón de París. En 1983, Cohen exhibió su trabajo en el Palacio de Bellas Artes durante la Exposición Mundial Colombina de Chicago. Cohen también realizó ilustraciones para varias publicaciones británicas, entre las que se encontraba The Strand Magazine.

## Galería de imágenes deNoticias ilustradas de Londres

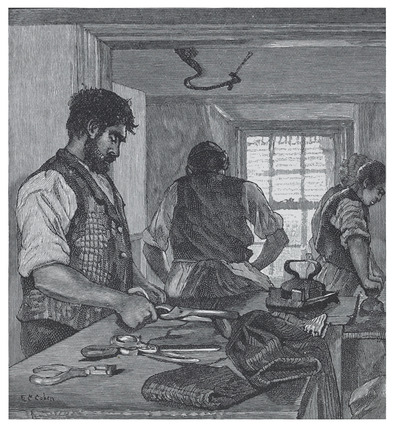
Taller de sastre judío 1891
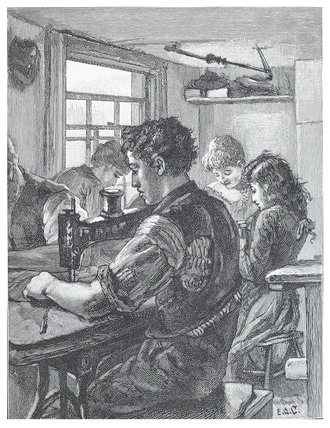
Taller de sastre judío 1891
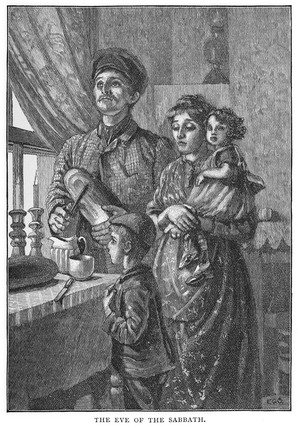
La víspera del sábado 1891
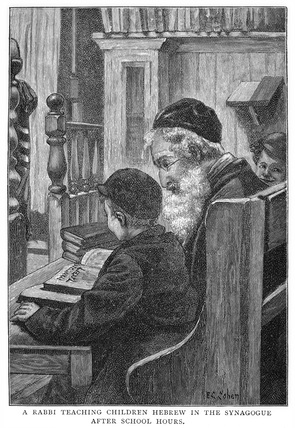
Rabino enseñando hebreo 1891
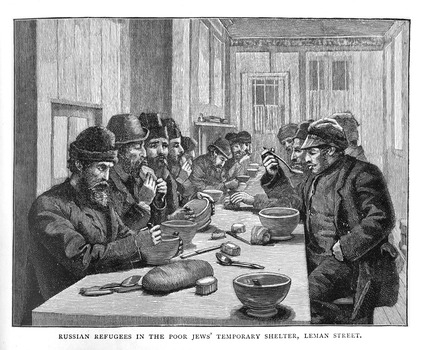
Refugiados rusos en el refugio temporal de judíos pobres, calle Leman 1891